# 鹿児島県道236号頴娃宮ケ浜線
鹿児島県道236号頴娃宮ヶ浜線（かごしまけんどう236ごう えいみやまがはません）は、鹿児島県南九州市から指宿市に至る一般県道である。

## 概要
一部区間で鹿児島県道28号岩本開聞線と重複する。また、高さ3.5 m以上の車両が通行できない区間がある。

### 路線データ
- 起点：鹿児島県南九州市頴娃町郡（頴娃町郡交差点、国道226号交点）
- 終点：鹿児島県指宿市西方（指宿小前交差点、国道226号交点）

## 歴史
- 2024年（令和6年）6月22日 - 梅雨前線による集中豪雨。指宿市狩集付近で通行止[1]。

## 路線状況

### 重複区間
- 鹿児島県道28号岩本開聞線（指宿市大迫 - 指宿市新西方）

### 道路施設

#### トンネル
- 鳥越隧道：延長84 m、1898年（明治31年）竣工、南九州市 - 指宿市（高さ3.5 m）

## 地理

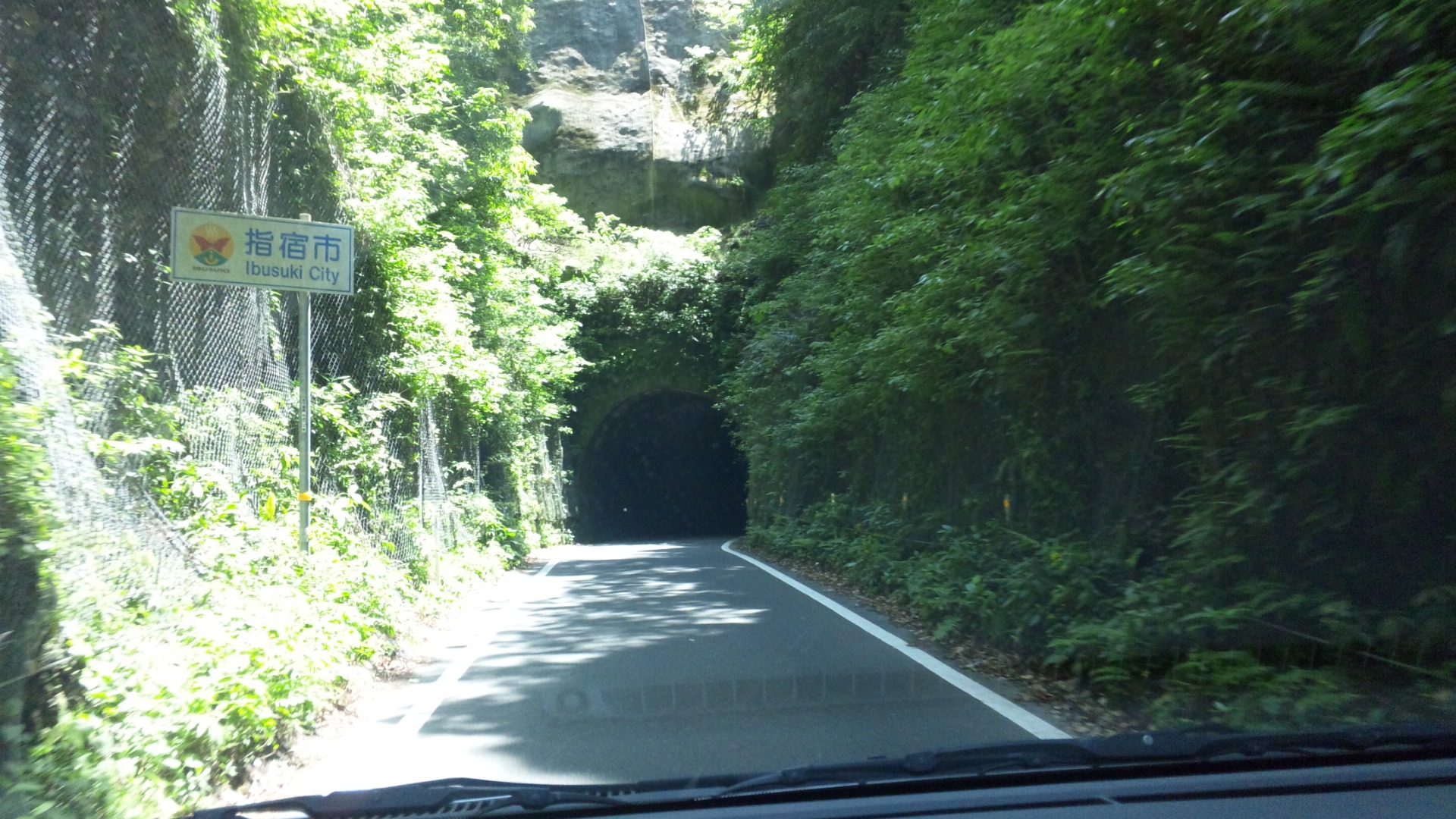
県道236号の南九州市・指宿市境上にあるトンネル

### 通過する自治体
- 南九州市
- 指宿市

### 交差する道路
※起点から順に
| 交差する道路                          | 市町村名 | 交差する場所 | 交差する場所          |
| ------------------------------------- | -------- | ------------ | --------------------- |
| 国道226号                             | 南九州市 | 頴娃町郡     | 頴娃町郡交差点 / 起点 |
| 鹿児島県道28号岩本開聞線 重複区間起点 | 指宿市   | 大迫         |                       |
| 鹿児島県道17号指宿鹿児島インター線    | 指宿市   | 大迫         |                       |
| 鹿児島県道28号岩本開聞線 重複区間終点 | 指宿市   | 新西方       |                       |
| 国道226号                             | 指宿市   | 西方         | 指宿小前交差点 / 終点 |

### 交差する鉄道
- 指宿枕崎線

### 沿線
- 南九州市立頴娃小学校
- 指宿市立池田小学校
- 指宿市立指宿小学校